# 越包羅郁佛寺
越包羅郁佛寺位於泰國首都曼谷，挽拍縣（บางพลัด；Bang Phla）的一所民間佛教寺廟，該廟在拉瑪四世時代，由民間人士興建，最初稱為「越閣佛寺（วัด เกาะ）」，由於它被護城河及運河圍繞，其大雄寶殿（พระอุโบสถ）仍拉達那哥欣（รัตนโกสินทร์；Rattanakosin）早期建築風格（18世紀初期的暹羅藝術）。該廟最有趣的特點仍其大雄寶殿（พระอุโบสถ）上的壁畫，盡是由拉瑪四世時期的藝術家繪畫，其特色為東西藝術混合，類似這樣的大型壁畫，只有在該廟及僧皇廟（Wat Bowon）才能找到。

## 地址
- 泰文地址：ซอย 62 จรัญสนิทวงศ์, บางยี่ขัน, บางพลัด, กรุงเทพมหานคร 10700.
- 英文地址：Soi 62 Charan Sanitwong, Bang Yi Khan, Bang Phla, Bangkok 10700, Thailand.
- 中文地址：泰國首都曼谷，挽拍縣（บางพลัด），挽仁水區 (บางยี่ขัน；Bang Yi Khan)，乍蘭沙匿翁62社（ซอย 62 จรัญสนิทวงศ์）。泰國郵遞區號：10700。